# حكايات مريبة (فلم)
حكايات مريبة (بالإنجليزية: Fishy Tales) هو فيلم كوميدي قصير أمريكي لعام 1937 من إخراج جوردون دوغلاس . 

## تمثيل
- يوجين لي بدور بوركي
- جورج مكفارلاند بدور سبانكي
- كارل سويتزر بدور ألفالفا
- بيلي توماس بدور بيوكويت
- جاري جاسغور بدور جونيور
- تومي بوند بدور بوتش
- سيدني كيبريك بدور ويم
- دارلا هود بدور دارلا

### وايضاً شارك فيه
جون كولوم ، باربرا جودريتش ، داروود كاي ، تومي مكفارلاند ، بيلي ميندرهوت ، ديكي دي نويت ، هارولد سويتزر

## الروابط الخارجية
- مقالات تستعمل روابط فنية بلا صلة مع ويكي بيانات